# Eric Schmidt

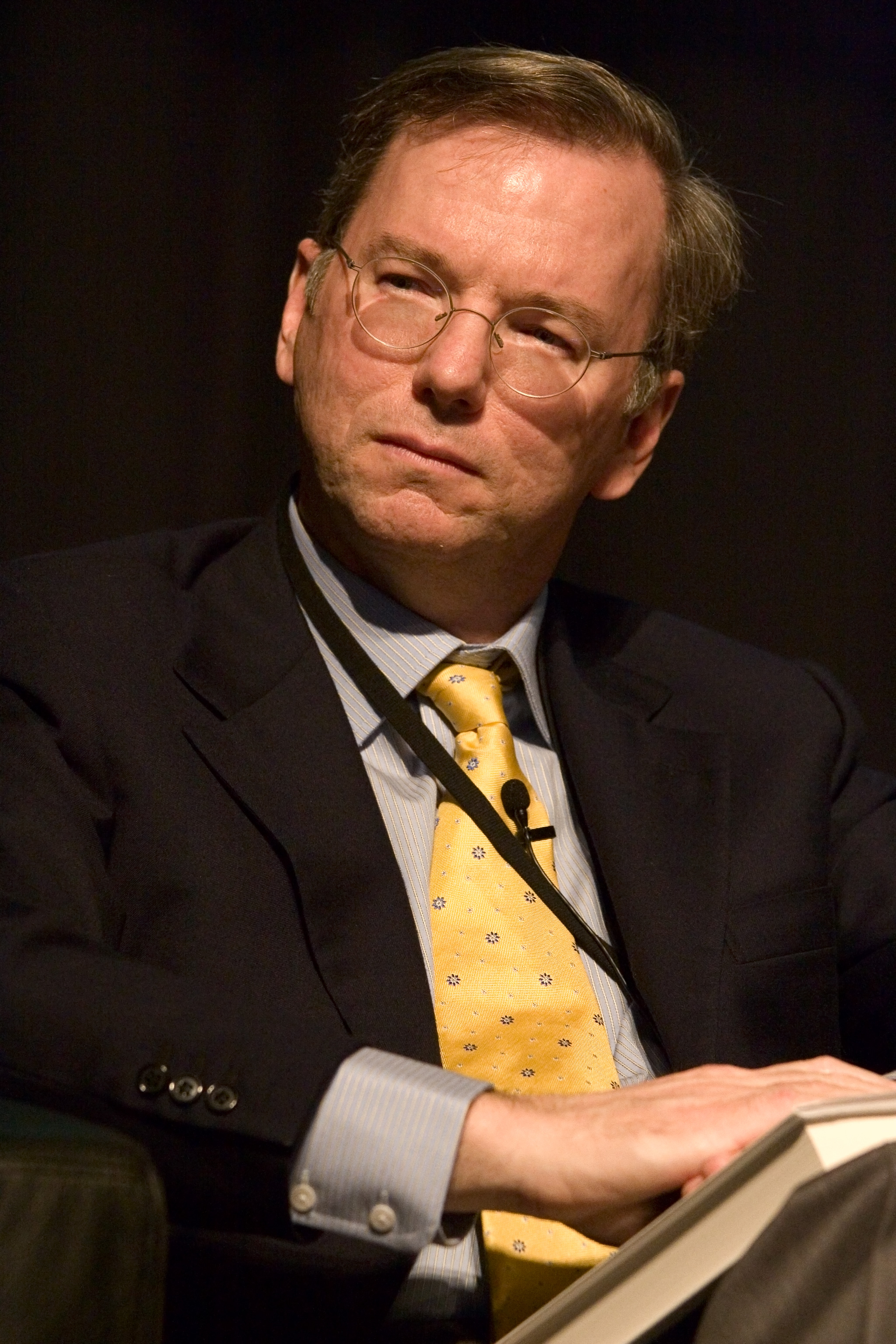
Eric Schmidt

Eric Emerson Schmidt (geboren 27 april 1955) is een Amerikaanse software-ingenieur die wereldwijd bekend is geworden als algemeen directeur (CEO) van het bedrijf Google Inc., een functie die hij sinds juli 2001 bekleedde toen het bedrijf enkele honderden medewerkers had. In april 2011 stond hij zijn plaats als CEO van Google af aan Larry Page, waarna hij voorzitter werd van de raad van commissarissen van Google Inc. en plaatsnam in de Raad van Comissarissen van de holding Alphabet Inc. waar onder onder meer Google en YouTube vallen. Uit deze functie trad hij terug in 2015 met als reden “adult supervision no longer needed". Hij is ook een voormalig lid van de raad van bestuur van Apple Inc.. Sinds 10 maart 2025 is hij de CEO van ruimtevaartbedrijf Relativity Space.

## Opleiding en loopbaan
Schmidt heeft een bachelor van de Universiteit van Princeton en een master en doctoraat in informatica van de Universiteit van Californië - Berkeley. Zijn proefschrift werd geredigeerd door Wendy Boyle, met wie hij in 1980 in het huwelijk trad.
Hij begon zijn professionele loopbaan als medewerker van de research staff bij het Computer Science Lab (PARC) van Xerox en werkte bij Bell Laboratories en Zilog.
Vanaf 1983 werkte Schmidt bij Sun Microsystems als software manager, hij klom daar op tot chief technology officer (CTO) en chief executive officer (CEO). Bij Sun coördineerde hij de ontwikkeling van de software Java, een platform-onafhankelijke programmeertaal. Ook was hij de man achter Suns internetsoftwarestrategie. Voor zijn loopbaan bij Sun was hij medewerker van de research staff bij het Computer Science Lab (PARC) van Xerox en werkte bij Bell Laboratories en Zilog. Van 1997 tot 2001 was Schmidt CEO van Novell waar hij wegging nadat het werd overgenomen door Cambridge Technology Partners.

## Privacy
Terwijl critici wijzen op het gevaar van een zoekmachine als Google die alle ingevoerde data opslaat en de gegevens van het apparaat waarmee de zoekopdrachten zijn gegeven, zei Schmidt ooit: "We willen alle informatie van de wereld in kaart brengen. Van iedereen en voor iedereen." Toen echter News.com op 14 juli 2005 een artikel publiceerde met daarin privacy-gevoelige informatie (o.a. vermogen, hobby's en politieke voorkeur) over Schmidt, gevonden middels Google, was hij van mening dat dit niet gepubliceerd had mogen worden.

## Vermogen
Zijn vermogen werd door Forbes in november 2017 geschat op bijna US$ 14 miljard. In 2006 legde Schmidt een deel van zijn vermogen aan in de Schmidt Family Foundation die naar eigen inzicht van het echtpaar Eric en Wendy Schmidt geld uitgeeft aan allerlei projecten.